# Edgar Augustin
Edgar Augustin (* 22. November 1936 in Recklinghausen; † 24. Oktober 1996 in Hamburg) war ein deutscher Bildhauer und Zeichner.

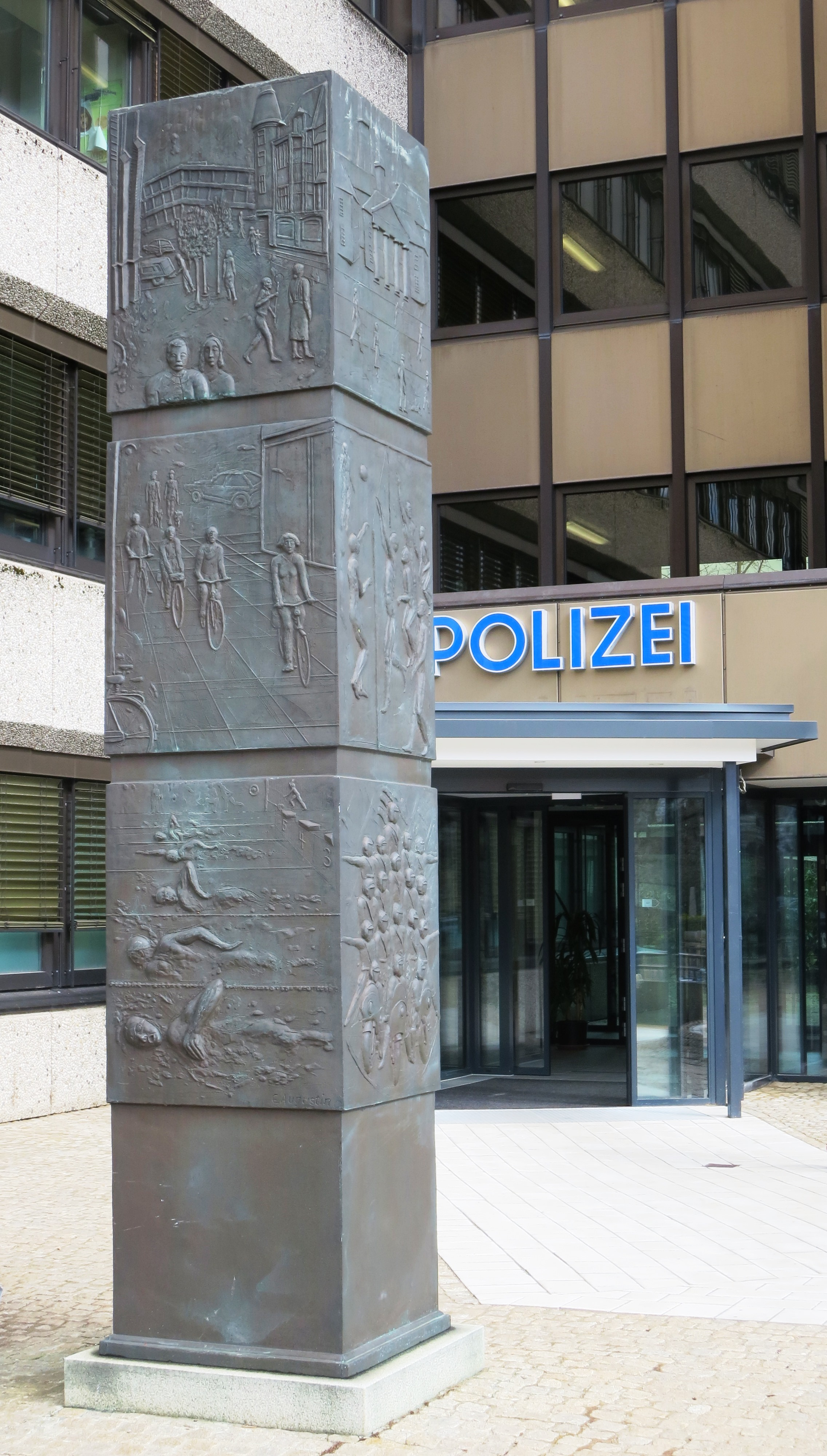
Reliefsäule in Bronze, 4 m, 1985/86, in Oldenburg

## Leben
Edgar Augustin absolvierte eine Ausbildung als Goldschmied in Borghorst und studierte ab 1958 an der Werkkunstschule Münster bei Karl Ehlers. 1960 wechselte er an die Hochschule für bildende Künste Hamburg, wo ihn Gustav Seitz unterrichtete. Seit Beginn des Studiums an der Hamburger Hochschule lebte er in Hamburg-Duvenstedt und ab 1981 in Jersbek.
Augustin wurde auf dem Waldfriedhof Wohldorf in Hamburg beigesetzt.

## Werke

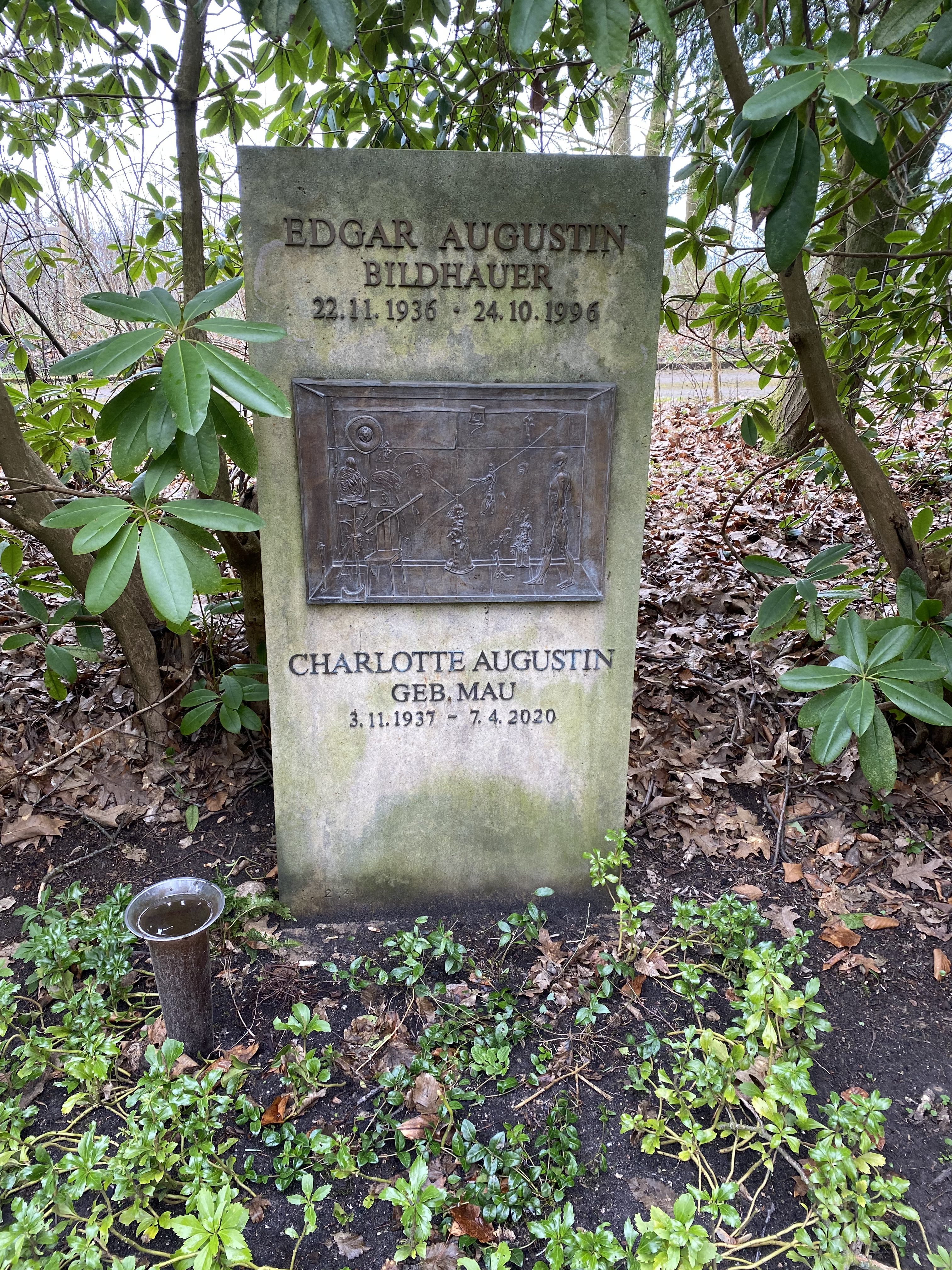
Grabstätte auf dem Waldfriedhof Wohldorf

Edgar Augustin verwendete ein breites Repertoire an Motiven. Er schuf stehende Akte, Figuren in verschiedensten Formen, Büsten sowie Szenen aus Ateliers und Sport. Viele seiner Werke prägen das Stadtbild Hamburgs. Zu den bekannten Figuren gehören Die große Liegende am Stephansplatz, erschaffen 1977 und die Rugby-Spieler in Hamburg-Neustadt von 1970. Für seine Arbeiten aus Ton wickelte Augustin diese in feuchte Tücher ein. Somit entstanden Skulpturen, die außerordentlich ruhig, mitunter jedoch mumienhaft gefesselt erscheinen. Außerdem arbeitete Augustin mit Holz. Dabei befestigte er flache Klötze und Platten über einen Holzkern. Durch diese Art der deutlich sichtbaren Verwendung von Dübeln entstanden Kunstwerke, die an Mosaike erinnern. Augustin hielt in von ihm als Konstruktionsskizzen bezeichneten Zeichnungen die Entstehung der Werke, die ohne Mechanik auskamen, fest. Zu Beginn der 1990er Jahre erstellte der Künstler auch Frauenköpfe, die er direkt aus Holzklötzen schlug.
Augustin verfügte über ein malerisches Talent und erschuf viele Grafiken und Gemälde. Dabei behandelte er ähnliche Themen wie in der Bildhauerei. Die Gesichter der abgebildeten Personen, die häufig an Statuen erinnern, sind oftmals verschattet oder nur stark vereinfacht dargestellt. Augustin verwendete zumeist weiß-graue Farben.

## Auszeichnungen
Augustin, der im Alter von 28 Jahren ein Stipendium der Studienstiftung des deutschen Volkes erhalten hatte, gewann zahlreiche Preise. 1965 gewann er den ersten Preis für Bildhauerei des Westfälischen Kunstvereins Münster und den Förderpreis des Landes Nordrhein-Westfalen für junge Künstlerinnen und Künstler. 1967/68 erhielt er ein Stipendium, das er nutzte, um ein Jahr an der Villa Massimo in Rom zu verbringen und antike Skulpturen zu studieren. 1975 wurde Augustin mit dem Edwin-Scharff-Preis ausgezeichnet, 1984 gewann er den Preis für Bildhauerei des Hakone-Open-Air-Museums.